# Nekropole von La Coba

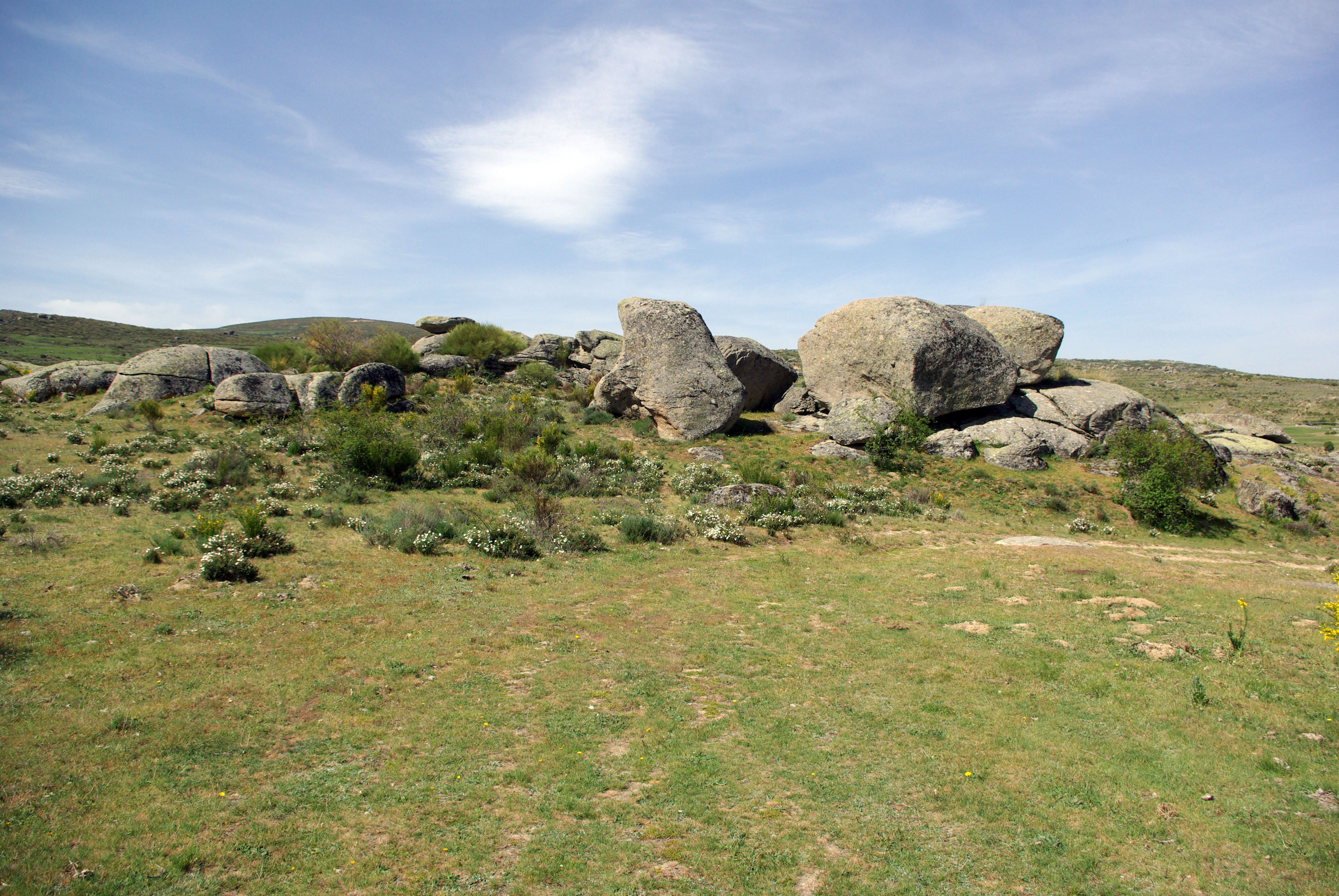
Nekropole von La Coba

Die Nekropole von La Coba ist eine archäologische Stätte in der Sierra de Ávila, nahe der Quelle des Río Almar, an der Straße AV-120 zwischen Muñana und Muñico, am Pass von Puerto de las Fuentes und dem Santuario de Nuestra Señora de Las Fuentes, südlich der Ortschaft San Juan del Olmo, in der Provinz Ávila in Spanien.

## Einordnung
Obwohl es Unsicherheit hinsichtlich der Bedeutung und Nutzung dieser Nekropole gibt, ist es möglich, dass es sich um einen christlichen Friedhof kleiner, mehr oder weniger isolierter Gemeinden zwischen dem 8. und 10. Jahrhundert handelt. Das Fehlen von Grabbeigaben, Keramik und Skelettresten macht die Datierung schwierig. Verbreitet wird jedoch ein westgotischer oder mittelalterlicher Ursprung der Nekropole angenommen. Die archäologische Stätte kann in vier voneinander getrennte Zonen unterteilt werden. Die auch Tumbas rupestres oder Tumbas visigoticas genannten Gräber der Nekropole haben eine rechteckige, trapezoide und spindelförmige Form des Typs „Badewanne“, aber keine anthropomorphe Gestaltung.

Nekropole von La Coba
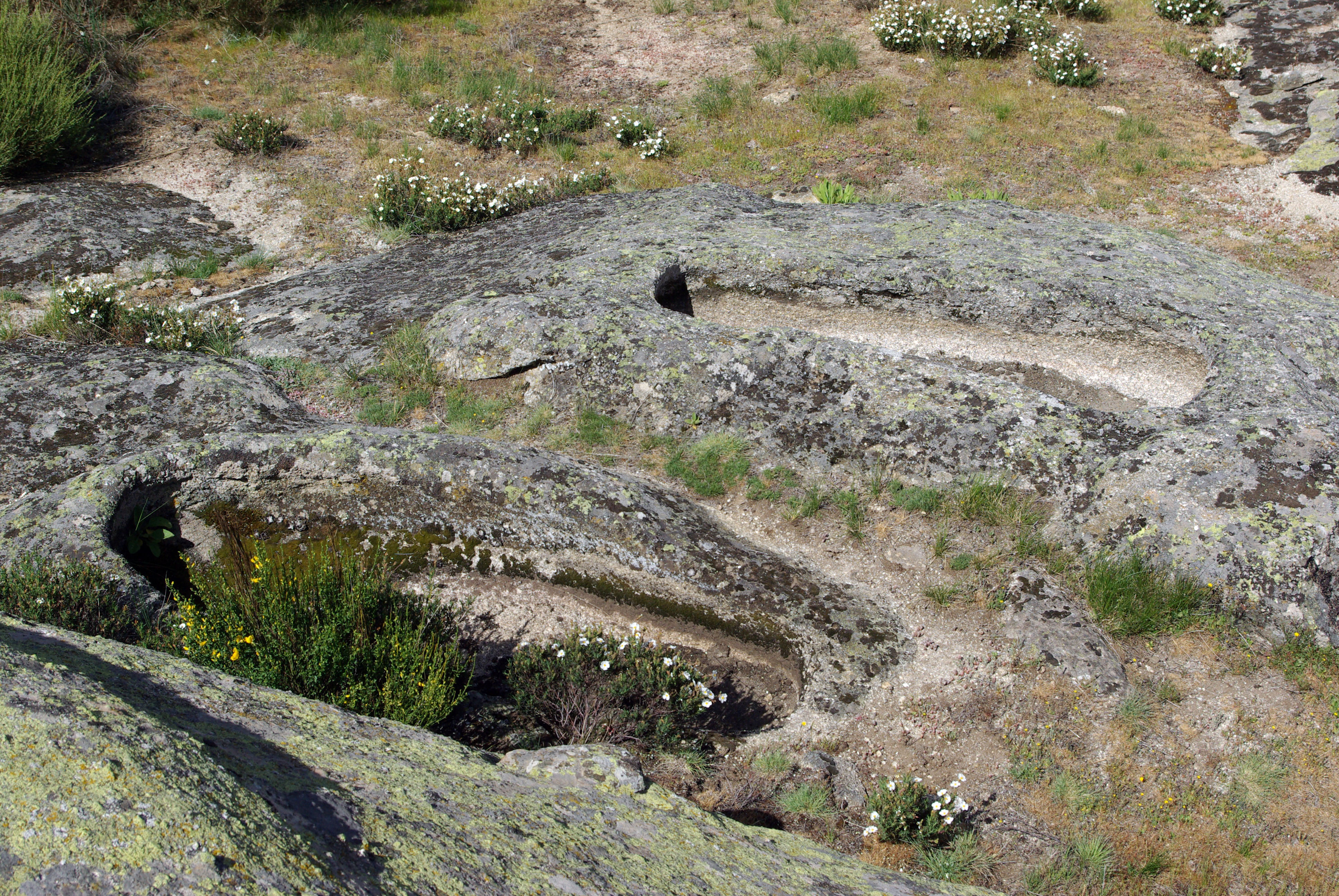
Tumba rupestre
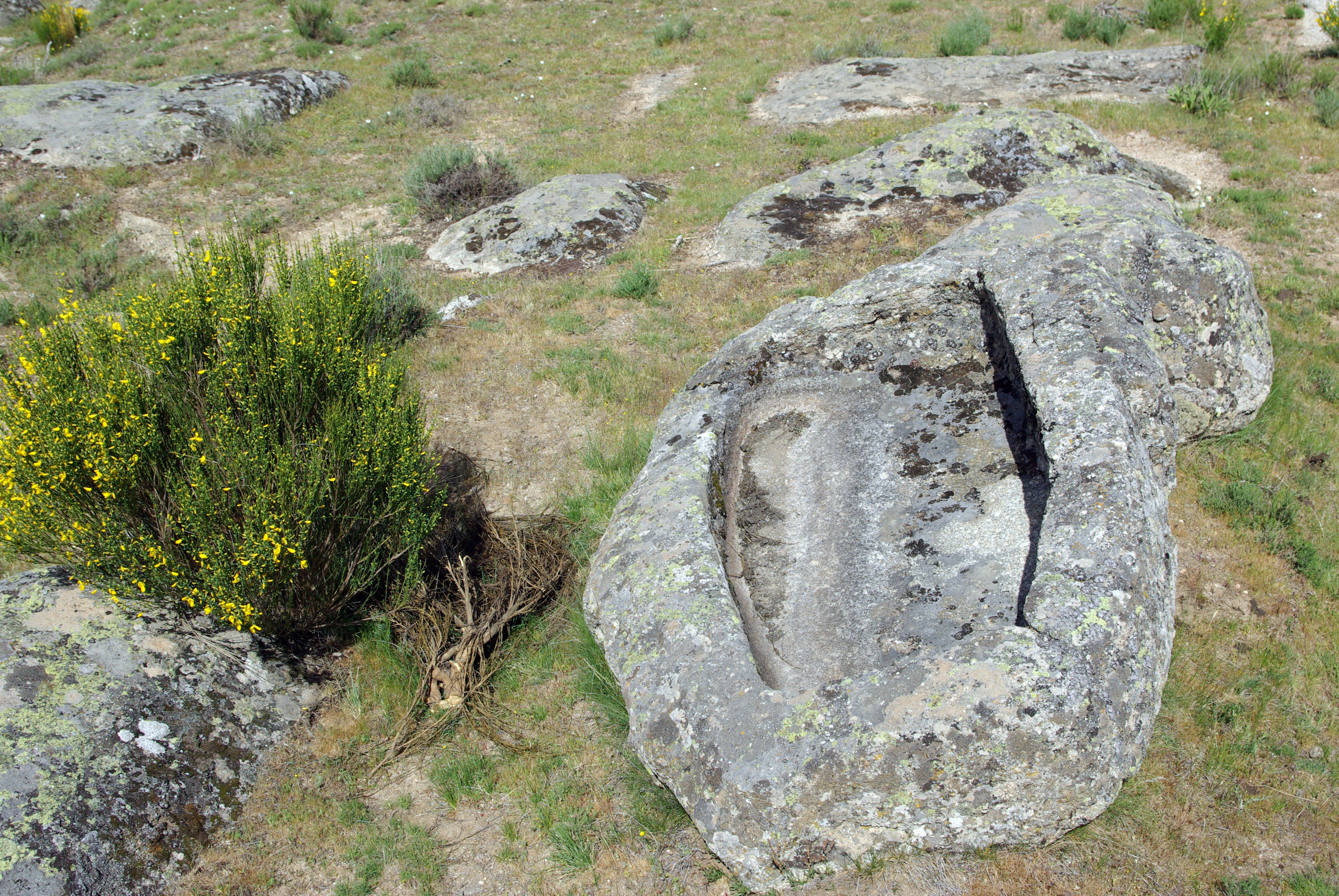
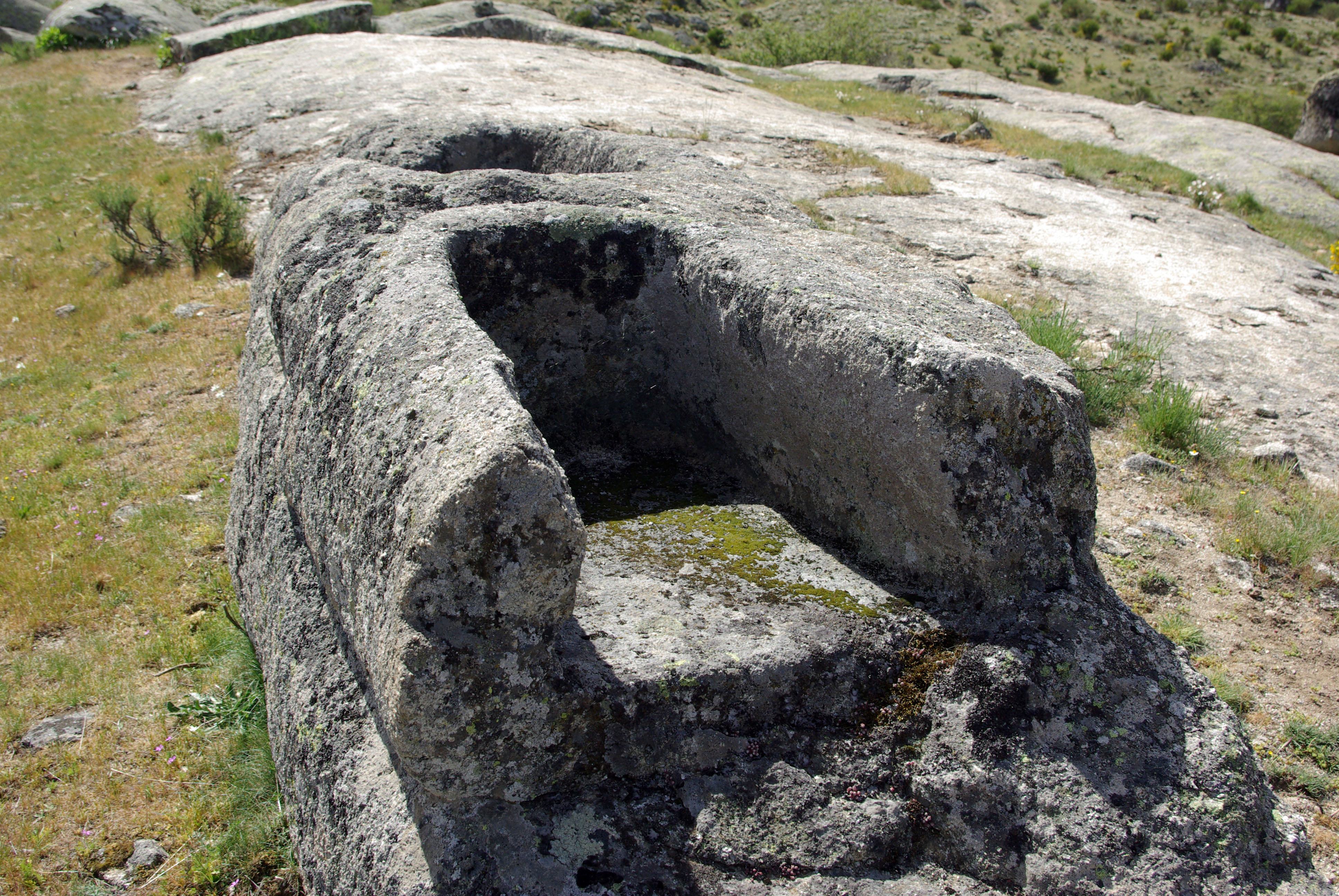